# Liste de jets d'objets sur des personnalités politiques françaises
Cette liste recense les cas où des objets ont été lancés sur des personnalités politiques françaises de manière chronologique.

## Années 1890

### 22 janvier 1898: Jules de Pierre de Bernis
| Victime              | Jules de Pierre de Bernis, député du Gard issu des droites              |
| Projectile           | Encrier                                                                 |
| Date                 | 22 janvier 1898                                                         |
| Lieu                 | Couloirs intérieurs du palais Bourbon, Paris, France                    |
| Événement            | Alteractions durant et après la séance parlementaire du 22 janvier 1898 |
| Agresseur            | Gabriel Deville, député de la Seine issu des socialistes                |
| Atteinte de la cible | Incertain                                                               |

Le 22 janvier 1898, Jules de Pierre de Bernis, député de l'Union des droites, participe à une séance de l'Assemblée nationale à l'atmosphère particulièrement tendue, s'inscrivant dans le cadre de l'affaire Dreyfus. De Bernis se montre alors hostile envers Jean Jaurès à la tribune et vient même à participer à la violence physique qui s'abat sur une salle polarisée. L'hémicycle évacué, de Bernis se retrouve en face de Gabriel Deville, député socialiste, et une nouvelle altercation éclate dans laquelle Deville saisit un encrier et le lance vers de Bernis. Plusieurs versions circulent : l'encrier aurait été évité ou serait passé au-dessus de sa tête heurtant une colonne, voire l'aurait-il finalement percuté laissant des tâches d'encre,.

## Années 1900

### 6 février 1902: Charles-Ernest Paulmier
| Victime              | Charles-Ernest Paulmier, député du Calvados |
| Projectile           | Œufs                                        |
| Date                 | 6 février 1902                              |
| Lieu                 | Hémicycle du palais Bourbon, Paris, France  |
| Événement            | Séance parlementaire                        |
| Agresseur            | Mme Pons-Marty                              |
| Atteinte de la cible | Non                                         |

Le 6 février 1902, en pleine séance de l'Assemblée nationale, le député Charles-Ernest Paulmier reçoit deux œufs qui atterrissent à côté de lui de la part d'une dénommée Pons-Marty assise dans les tribunes. Il s'agit en réalité d'un règlement de comptes personnel, le premier ayant emprunté de l'argent à la seconde, bien que l'intention a été d'attirer l'attention extérieure sur la situation. Auditionné par le tribunal début mars, Pons-Marty déclare : « J'étais dans une tribune où je n'avais pas choisi ma place. C'est le hasard qui a fait que j'ai été placée au-dessus de M. Paulmier. Mon but était, non pas d'atteindre M. Paulmier, avec les deux œufs que j'avais sur moi, mais seulement d'attirer l'attention de la Chambre, en les lançant du côté de celui-ci et en m'écriant : “Paulmier ! Escroc ! Voleur ! ”. C'est ce que j'ai fait. ».

## Années 1920

### 18 octobre 1926: Léon Blum
| Victime    | Léon Blum, député de la Seine                       |
| Projectile | Pièce de 5 centimes                                 |
| Date       | 18 octobre 1926, soir                               |
| Lieu       | Cirque municipal, Troyes, France                    |
| Événement  | Rassemblement politique relatif au Parti socialiste |

Le 18 octobre 1926, Léon Blum participe à un rassemblement politique de gauche accueillant entre 3 000 et 4 000 personnes à Troyes et durant lequel doivent également prendre la parole l'ancien député Jean-Baptiste Langlet et le député communiste Jean Garchery. La constitution du bureau entraîne de vives contestations et lorsque Blum prend finalement la parole, il est accueilli par un flot d'injures et des sifflements. Dans ce mouvement collectif, un sou — soit une pièce de 5 centimes de franc — est lancé sur lui ; il renonce finalement à continuer son discours.

## Années 1930

### 25 novembre 1935: Eugène Frot
| Victime              | Eugène Frot, député du Loiret                                             |
| Projectile           | Seau de sang                                                              |
| Date                 | 25 novembre 1935, après-midi                                              |
| Lieu                 | Auxerre, France                                                           |
| Événement            | Réunion du Front populaire pour l'inauguration de l'avenue Henri-Barbusse |
| Agresseur            | M. de Bonneville de Marsangy                                              |
| Atteinte de la cible | Oui                                                                       |

Le 25 novembre 1935, Eugène Frot quitte Montargis et se rend à Auxerre pour assister à une réunion organisée par le Front populaire à l'occasion de l'inauguration de l'avenue Henri-Barbusse. Arrivé devant le monument à Charles Surugue, il doit, comme convenu avec les organisateurs, changer d'automobile et c'est au moment du changement qu'un individu surgissant de derrière le monument se jette sur le député et déverse dans sa direction son seau rempli de sang, atteignant au passage le gendarme Crastes qui a cherché à intervenir. L'agresseur est un dénommé de Bonneville de Marsangy, membre de la section sénonaise de l'Action française, officier de réserve et chevalier de la Légion d'honneur ; il déféré au parquet dans la soirée.

## Années 1950

### 6 février 1956: Guy Mollet
| Victime    | Guy Mollet, président du Conseil des ministres                                            |
| Projectile | Tomates, divers légumes                                                                   |
| Date       | 6 février 1956                                                                            |
| Lieu       | Alger, Algérie française                                                                  |
| Événement  | Visite au monument aux morts d'Alger durant un voyage dans le cadre d'une crise politique |
| Agresseur  | Foule                                                                                     |

Le 29 janvier 1956, à la suite des élections législatives, l'Assemblée nationale investit le gouvernement Guy Mollet qui entre en fonction le 1er février 1956. Le 30 janvier 1956, le général Georges Catroux est nommé ministre résident général en Algérie en remplacement de Jacques Soustelle, le départ de ce dernier provoque une forte mobilisation de soutien à Alger : la foule le suit jusqu'au quai d'embarquement et déborde le service d'ordre ; monsieur Soustelle est obligé d'emprunter une échelle volante pour se rendre à bord du bateau le ramenant en métropole. Les jours suivants, les ultras,  menés par Jean-Baptiste Biaggi, préparent la venue imminente du président du Conseil.

## Années 1990

### 10 mars 1992: Jean-Marie Le Pen
| Victime              | Jean-Marie Le Pen, président du Front national |
| Projectile           | Tomates                                        |
| Date                 | 10 mars 1992                                   |
| Lieu                 | Place Broglie, Strasbourg, France              |
| Atteinte de la cible | Oui                                            |

Le 10 mars 1992, deux jeunes gens parviennent à franchir le périmètre de sécurité d'un meeting de Jean-Marie Le Pen organisé en plein air place Broglie à Strasbourg après que la maire socialiste Catherine Trautmann a refusé la location d'une salle au leader du Front national. Vers la fin du meeting, depuis une foule d'un demi-millier de militants d'extrême droite dont des nombreux skinheads, ils lancent des tomates sur Jean-Marie Le Pen, l'atteignant à une épaule. Ils sont interpellés par la police.

### 2 février 1997: Nicolas Sarkozy
| Victime              | Nicolas Sarkozy, maire de Neuilly-sur-Seine                           |
| Projectile           | Tarte à la crème, crème chantilly                                     |
| Date                 | 2 février 1997                                                        |
| Lieu                 | Sous-sol du Square, Bruxelles, Belgique (50° 50′ 39″ N, 4° 21′ 27″ E) |
| Agresseur            | Complices de Noël Godin                                               |
| Atteinte de la cible | Oui                                                                   |

Le 2 février 1997, Nicolas Sarkozy recueille une tarte à la crème et de la chantilly lancée au visage par des complices du célèbre entarteur belge Noël Godin.

### 29 avril 1997: Jacques Delors
| Victime              | Jacques Delors                                             |
| Projectile           | Tarte                                                      |
| Date                 | 29 avril 1997                                              |
| Lieu                 | Institut d'études politiques de Grenoble, Grenoble, France |
| Événement            | Conférence-débat à l'institut d'études politiques          |
| Agresseur            | Militants d'un comité anti-Maastricht                      |
| Atteinte de la cible | Oui                                                        |

Le 29 avril 1997, alors qu'il rentre tout juste dans la salle, Jacques Delors est entarté par des militants,,.

## Années 2000

### 24 mars 2002: Jean-Pierre Chevènement
| Victime              | Jean-Pierre Chevènement, maire de Belfort et ancien ministre de l'Intérieur |
| Projectile           | Tarte                                                                       |
| Date                 | 24 mars 2002                                                                |
| Lieu                 | Parc des expositions de la porte de Versailles, Paris, France               |
| Événement            | Salon du livre de Paris                                                     |
| Agresseur            | Noël Godin                                                                  |
| Atteinte de la cible | Oui                                                                         |

Le 24 mars 2002, au Salon du livre de Paris, Jean-Pierre Chevènement reçoit une tarte du célèbre entarteur belge Noël Godin, pour qui il s'agit du 100e acte de ce genre,.
Le dimanche 24 mars 2002, au vingt-deuxième Salon du Livre de la porte de Versailles en France, Noël Godin est à son stand où il dédicace son dernier livre Grabuge !. Un de ses amis l'informe alors que l'ancien ministre français Jean-Pierre Chevènement se rendra quelques heures plus tard à un autre stand et qu'il devra pour ce faire passer juste devant eux, mais aussi qu'il sera protégé par des gardes du corps. Chevènement est sur la liste d'entartés potentiels de Godin depuis la promulgation de la loi relative au séjour des étrangers en France. Lorsque Chevènement passe devant lui, il sort sa tarte, réussit à contourner les trois gardes du corps et l'envoie à la figure de Chevènement en s'exclamant : « De la part des sans pa-pi-ers, des sauvageons, des Pieds Nickelés ! ». Godin est attrapé et emmené par les gardes du corps de Chevènement qui promettent de lui régler son compte ; il est cependant protégé d'eux par les gardes de sécurité du salon, qui le remettent à la police. Il passe environ quatre heures en garde à vue au poste de police.

### 13 avril 2002: François Bayrou
| Victime              | François Bayrou, candidat à l'élection présidentielle de 2002        |
| Projectile           | Tarte                                                                |
| Date                 | 13 avril 2002                                                        |
| Lieu                 | Entre les deux halles Martenot de la place des Lices, Rennes, France |
| Événement            | Visite au marché des Lices                                           |
| Atteinte de la cible | Oui                                                                  |

Le 13 avril 2002, le candidat à la présidentielle François Bayrou reçoit une tarte à Rennes,. (48° 06′ 46″ N, 1° 41′ 02″ O)

### 17 avril 2002: Lionel Jospin
| Victime              | Lionel Jospin, Premier ministre et candidat à l'élection présidentielle de 2002 |
| Projectile           | Ketchup                                                                         |
| Date                 | 17 avril 2002                                                                   |
| Lieu                 | Parc des Expositions, Rennes, France                                            |
| Événement            | Meeting de campagne                                                             |
| Agresseur            | Tugdual et Germain, lycéens en classe de première                               |
| Atteinte de la cible | Oui                                                                             |

Le 17 avril 2002, au Parc des Expositions de Rennes, le candidat à la présidentielle Lionel Jospin salue la foule quand deux adolescents lui lancent du ketchup dans le but symbolique de « remettre du rouge dans la gauche », ces derniers sont rapidement évacués par les agents de sécurité. Jospin essuie ses lunettes et son visage maculé de traînées rouges, puis quitte les lieux,.

### 22 septembre 2002: Josselin de Rohan
| Victime              | Josselin de Rohan, président du Conseil régional de Bretagne                  |
| Projectile           | Tarte au chocolat                                                             |
| Date                 | 22 septembre 2002                                                             |
| Lieu                 | Château de Josselin, Josselin                                                 |
| Événement            | Accueil de visiteurs à son château à Josselin pour les Journées du patrimoine |
| Agresseur            | Alain Malardé, président fondateur de la Confédération maritime               |
| Atteinte de la cible | Oui                                                                           |

Le 22 septembre 2002, Josselin de Rohan fait visiter son château à Josselin dans le cadre des Journées du patrimoine. C'est alors qu'Alain Malardé, président fondateur de la Confédération maritime, présent dans la foule, lui écrase une tarte au chocolat sur le visage. Cette action s'inscrit dans la lutte pour la défense du site mégalithique des alignements de Carnac par une délégation du collectif Holl a Gevred. En effet, le président du conseil prévoyait l'expropriation de plusieurs riverains et la construction d'un parking et de boutiques. Le 22 octobre, Maladré se présente devant le tribunal correctionnel de Vannes et y déclare « J'avais acheté ce gâteau le matin même. Je l'ai même payé 6 euros 40, si vous voulez tout savoir. Si les choses s'étaient bien passées avec M. de Rohan, je n'aurais pas sorti le gâteau. Il s'agit là d'une initiative tout à fait personnelle. ». Le délibéré du 19 novembre indique finalement qu'il est condamné à 15 jours de prison avec sursis et à une amende de 750 euros.

### 16 juin 2006: Ségolène Royal
| Victime              | Ségolène Royal, députée et présidente du conseil régional de Poitou-Charentes |
| Projectile           | Tarte                                                                         |
| Date                 | 16 juin 2006                                                                  |
| Lieu                 | Parvis de la gare de La Rochelle-Ville, La Rochelle, France                   |
| Atteinte de la cible | Oui                                                                           |

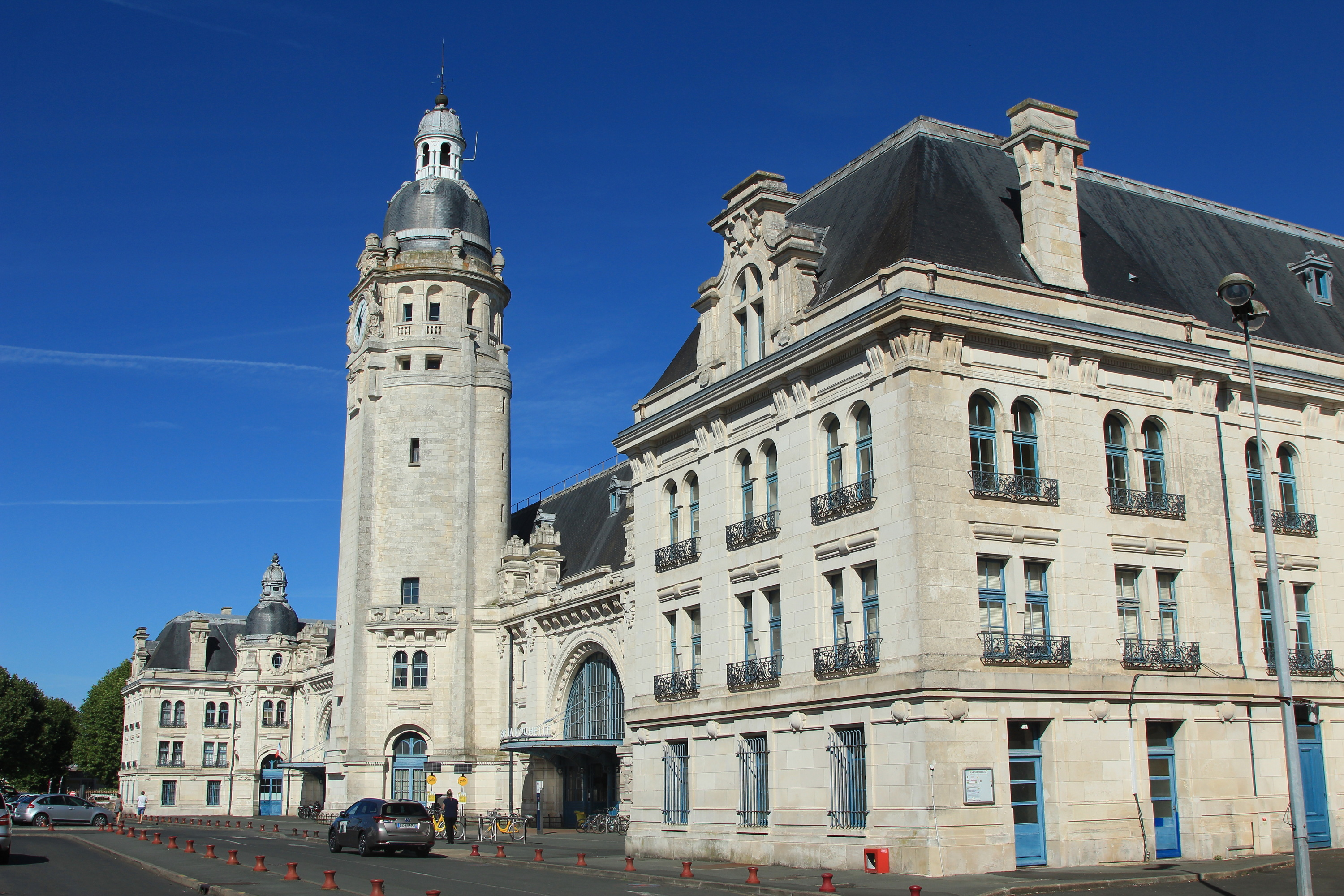
Gare de La Rochelle.

Le 16 juin 2006, alors entourée de journalistes, Ségolène Royal reçoit une « tarte avec beaucoup de crème et une seule fraise »,.

### 4 avril 2007: José Bové
| Victime              | José Bové, militant altermondialiste, candidat à l'élection présidentielle |
| Projectile           | Tarte à la crème                                                           |
| Date                 | 4 avril 2007                                                               |
| Lieu                 | Rue de la Tranchée, Poitiers, France (46° 34′ 37″ N, 0° 20′ 04″ E)         |
| Atteinte de la cible | Oui                                                                        |

Le 4 avril 2007, avant d'entrer à une réunion publique aux salons Blossac à Poitiers, José Bové croise un jeune homme qui lui écrase un carton de crème sur la tête et sur l'épaule. Bové prend cependant cette attaque en riant et embrasse son entarteur tout en précisant que cette plaisanterie lui plaît beaucoup.

### 10 janvier 2008: Gérard Collomb
| Victime              | Gérard Collomb, maire de Lyon             |
| Projectile           | Tarte à la crème                          |
| Date                 | 10 janvier 2008                           |
| Lieu                 | Mairie du 6e arrondissement, Lyon, France |
| Événement            | Cérémonie des vœux                        |
| Atteinte de la cible | Oui                                       |

Le 10 janvier 2008, le maire PS de Lyon, Gérard Collomb, participe à une cérémonie des vœux à la mairie du 6e arrondissement. Lorsque son adversaire aux futures élections municipales, Dominique Perben, quitte la salle, une femme se précipite sur le maire en lui projetant une tarte à la crème qui l'atteint au visage,.

### 21 juillet 2008: Nicolas Sarkozy
| Victime              | Nicolas Sarkozy, président de la République |
| Projectile           | Œufs                                        |
| Date                 | 21 juillet 2008                             |
| Lieu                 | Dublin, Irlande                             |
| Événement            | Visite éclair en Irlande                    |
| Agresseur            | Michael Audran                              |
| Atteinte de la cible | Non (vraisemblablement)                     |

Le 21 juillet 2008, Nicolas Sarkozy se rend à Dublin dans le contexte référendum constitutionnel irlandais du mois précédent dans lequel le « non » l'a emporté. Accueilli par un millier de manifestants (partisans et opposants), l'un d'eux lance un ou deux œufs dans la direction de la voiture du président. Emmené par la Garda Síochána, il est inculpé pour « comportement menaçant, insultant et abusif ». N'exprimant « aucun regret », ce Français de 35 ans vivant en Irlande depuis trois ans accepte finalement de verser 150 euros à une organisation caritative, le juge abandonnant ainsi les accusations,.

## Années 2010

### 2010

#### 2 septembre 2010: Gérard Collomb
| Victime              | Gérard Collomb, maire de Lyon   |
| Projectile           | Tarte                           |
| Date                 | 2 septembre 2010                |
| Lieu                 | Marché du Ramadan, Lyon, France |
| Événement            | Visite du marché du Ramadan     |
| Atteinte de la cible | Oui                             |

Le 2 septembre 2010, le maire PS de Lyon, Gérard Collomb, visite le marché du Ramadan et s'y fait entarter. Il s'exclame alors par un « Oh, le con ! ». L'attaque est revendiquée par le groupe « Al Quaïtarte »,.

### 2011

#### 21 janvier 2011: Michèle Alliot-Marie
| Victime    | Michèle Alliot-Marie, ministre d'État et ministre des Affaires étrangères et européennes |
| Projectile | Œufs                                                                                     |
| Date       | 21 janvier 2011                                                                          |
| Lieu       | Devant l'hôpital al-Quds, bande de Gaza, Palestine (État)                                |
| Événement  | Voyage officiel                                                                          |

Le 21 janvier 2011, la ministre Michèle Alliot-Marie, à son arrivée à l'hôpital al-Quds, est accueillie par des jets d'œufs pour protester contre des propos qu'elle n'aurait en réalité jamais tenus,.

#### 26 mars 2011: Jean-Marc Ayrault
| Victime              | Jean-Marc Ayrault, maire de Nantes                         |
| Projectile           | Tarte                                                      |
| Date                 | 26 mars 2011                                               |
| Lieu                 | Place Royale, Nantes, France (47° 12′ 51″ N, 1° 33′ 29″ O) |
| Atteinte de la cible | Oui                                                        |

Le 26 mars 2011, Jean-Marc Ayrault se fait entarter dans le contexte de la polémique autour de la ZAD de Notre-Dame-des-Landes,,.

### 2012

#### 1erfévrier 2012: François Hollande
| Victime              | François Hollande, candidat à la présidentielle de 2012 |
| Projectile           | Farine                                                  |
| Date                 | 1er février 2012                                        |
| Événement            | Manifestation organisée par la fondation Abbé-Pierre    |
| Atteinte de la cible | Oui                                                     |

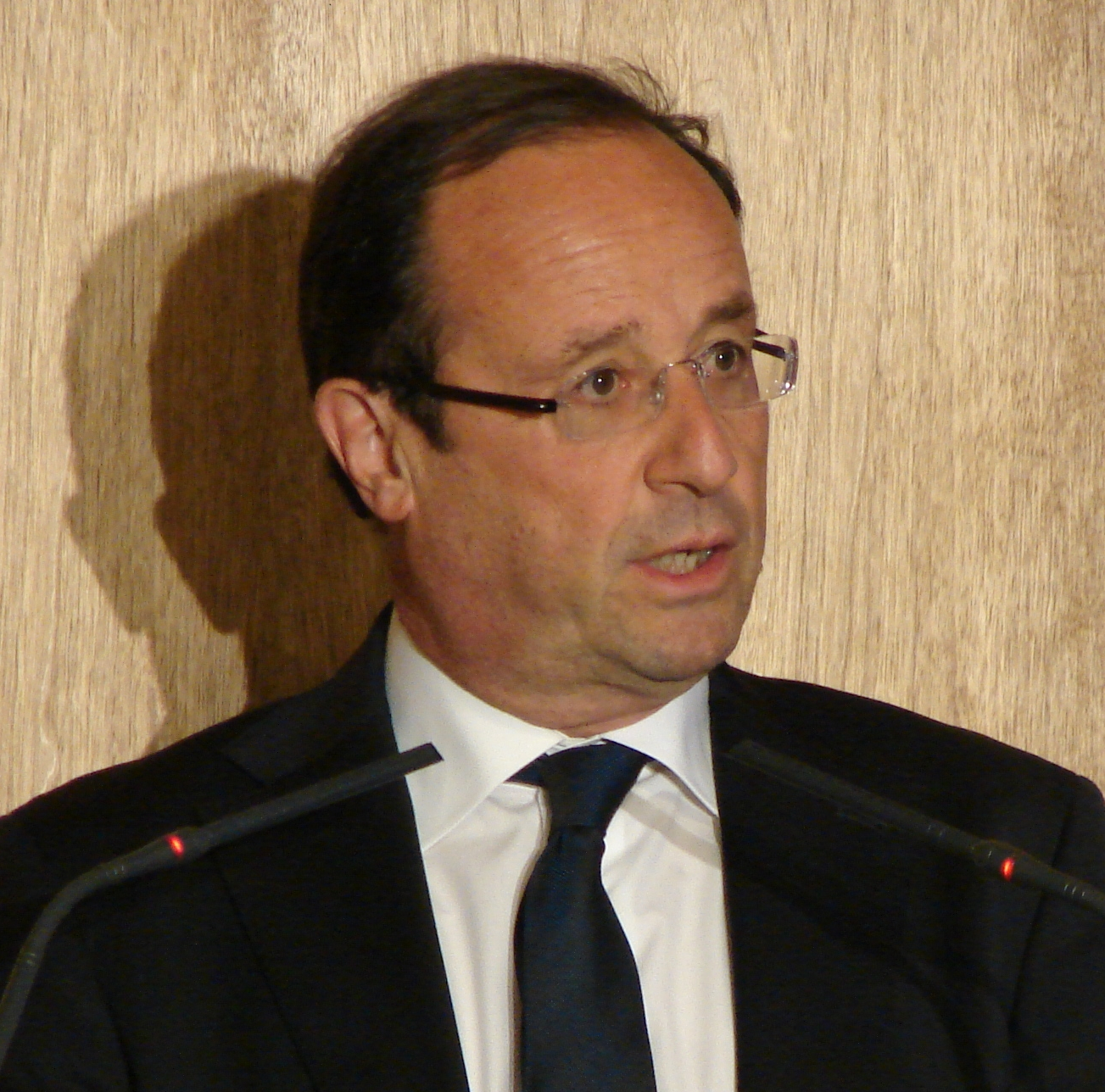
François Hollande le 2 avril 2012.

Le 1er février 2012, François Hollande est enfariné par une femme alors qu'il prononce un discours à la tribune.

#### 1ermars 2012: Nicolas Sarkozy
| Victime              | Nicolas Sarkozy, président de la République et candidat à sa réélection                |
| Projectile           | Œufs                                                                                   |
| Date                 | 1er mars 2012, entre 16 h et 17 h                                                      |
| Lieu                 | Abords du bar du Palais (rue d'Espagne), Bayonne, France (43° 29′ 25″ N, 1° 28′ 36″ O) |
| Événement            | Visite à Bayonne                                                                       |
| Atteinte de la cible | Indirecte                                                                              |

Le 1er mars 2012, Nicolas Sarkozy se rend dans le centre historique de Bayonne où il est accueilli par nombreuses insultes et huées provenant notamment de militants du Parti socialiste et de Batera. Se rendant au bar du Palais comme prévu, une importante foule se presse aux abords de l'établissement et des œufs sont jetées sur la vitrine ; le président-candidat y reste une heure. Plus tard dans la journée, ce denier qualifie ces incidents de « comportements de voyous »,.

### 2014

#### 23 mars 2014: Jean-Claude Boulard
| Victime              | Jean-Claude Boulard, maire du Mans                                           |
| Projectile           | Crème pâtissière                                                             |
| Date                 | 23 mars 2014                                                                 |
| Lieu                 | Vers la plaine des Glonnières, Le Mans, France (47° 58′ 19″ N, 0° 12′ 47″ E) |
| Événement            | Carnaval des Quartiers Sud du Mans                                           |
| Atteinte de la cible | Oui                                                                          |

Le 23 mars 2014, durant la journée des élections municipales de 2014, Jean-Claude Boulard se fait entarter lors d'un carnaval. Alors que le maire s'écarte de la foule, un homme sort une assiette pleine de crème de son sac et l'écrase sur le visage de la victime, en répliquant « A voté ! Merci pour le tram et le stade. » en référence aux élections et aux polémiques autour de la gestion du budget municipal. Cet attentat pâtissier est revendiqué le GROG (« Groupement Révolutionnaire Organisé Grossièrement »), un collectif qui se déclare « militant, subversif et amusant ». D'après la vidéo diffusée par ce collectif, Boulard aurait répliqué en retour « Vous êtes vraiment un con. Salaud ! » au moment des faits, par la suite a désigné un « acte imbécile » et n'a pas souhaité commenter davantage,,.

#### 30 mars 2014: Franck Briffaut
| Victime    | Franck Briffaut, maire de Villers-Cotterêts |
| Projectile | Œufs                                        |
| Date       | 30 mars 2014                                |
| Lieu       | Villers-Cotterêts                           |
| Événement  | Élections municipales de 2014               |

Le 30 mars 2014, le maire nouvellement élu, Franck Briffaut, puisqu'issu du Front national, est contesté dès l'annonce du résultat par une partie de la population qui essaie de lui jetter des œufs.

#### 4 mai 2014: Marine Le Pen
| Victime    | Marine Le Pen, présidente du Rassemblement national et candidate aux élections européennes |
| Projectile | Œufs                                                                                       |
| Date       | 4 mai 2014                                                                                 |
| Lieu       | Marché de Sotteville-lès-Rouen, France                                                     |
| Événement  | Campagne pour les élections européennes                                                    |

Le 4 mai 2014, Marine Le Pen en campagne visite le marché de Sotteville-lès-Rouen. Sa visite provoque des affrontements entre partisans frontistes et militants de gauche et d'extrême gauche. La candidate aurait alors essuyé quelques jets d'œufs,,.

### 2015

#### 13 octobre 2015: Emmanuel Macron
| Victime              | Emmanuel Macron, ministre de l'Économie, de l'Industrie et du Numérique |
| Projectile           | Pot de yaourt                                                           |
| Date                 | 13 octobre 2015                                                         |
| Lieu                 | Bourse du travail, Lyon, France                                         |
| Événement            | Journées de l'économie 2015                                             |
| Agresseur            | Prénommée Patricia                                                      |
| Atteinte de la cible | Non                                                                     |

Le 13 octobre 2015, Emmanuel Macron se rend aux Journées de l'économie organisées à la Bourse du travail de Lyon. Son entrée dans le bâtiment est déjà perturbée par une centaine de manifestants (notamment de la CGT) qui le huent. À l'intérieur, une des personnes assistant à la table ronde lance son yaourt en direction du ministre sans l'atteindre en criant « Tu assassines des chômeurs » et « Licencieur, tu n'as pas à être là ». Elle est évacuée par le service d'ordre. Selon elle, ce jet n'a pas été prévu expliquant qu'elle n'a alors pas pu « se retenir »,.

#### 11 novembre 2015: Marine Le Pen
| Victime              | Marine Le Pen, présidente du Rassemblement national |
| Projectile           | Œufs                                                |
| Date                 | 11 novembre 2015                                    |
| Lieu                 | Villers-Cotterêts, France                           |
| Événement            | Commémorations de l'armistice du 11 novembre 1918   |
| Atteinte de la cible | Non                                                 |

Le 11 novembre 2015, Marine Le Pen vient à Villers-Cotterêts pour les commémorations du 11-Novembre. Elle est visée par des jets d'œufs, mais n'est pas atteinte alors qu'elle se dirige vers sa voiture. Présent dans la foule, un homme est interpellé.

### 2016

#### 6 juin 2016: Emmanuel Macron
| Victime              | Emmanuel Macron, ministre de l'Économie et des Finances                   |
| Projectile           | Œufs, divers légumes                                                      |
| Date                 | 6 juin 2016                                                               |
| Lieu                 | Montreuil, France                                                         |
| Événement            | Inauguration d'un timbre célébrant le 80e anniversaire du Front populaire |
| Atteinte de la cible | Oui (œuf), Non (autres)                                                   |

Le 6 juin 2016, en visite en Seine-Saint-Denis pour l'inauguration d'un timbre, Emmanuel Macron est hué par des manifestants regroupés devant le bureau de poste. Il essuie des jets d'œufs et de légumes par des partisans de la CGT et du PCF. Avant qu'il n'atteigne le bâtiment, un œuf réussit à atteindre sa tête.

#### 23 juin 2016: Bruno Le Maire
| Victime              | Bruno Le Maire, député français                    |
| Projectile           | Yaourt                                             |
| Date                 | 23 juin 2016                                       |
| Lieu                 | Université libre de Bruxelles, Bruxelles, Belgique |
| Événement            | Réunion publique à l'Université libre de Bruxelles |
| Atteinte de la cible | Oui                                                |

Le 23 juin 2016, Bruno Le Maire annonce sa candidature à la primaire de la droite devant une centaine de personnes dans un amphithéâtre de l'Université libre de Bruxelles. Plusieurs personnes l'approchent, au cri « Bruno Le Maire islamophobe dehors », l'une d'elle, depuis le bas, l'asperge alors de yaourt. Le Maire attrape par la suite son agresseur « par le col »,.

#### 22 décembre 2016: Manuel Valls
| Victime              | Manuel Valls, ancien Premier ministre                                                 |
| Projectile           | Farine                                                                                |
| Date                 | 22 décembre 2016                                                                      |
| Lieu                 | Devant le café Broglie, rue du Dôme, Strasbourg, France (48° 51′ 35″ N, 2° 26′ 19″ E) |
| Atteinte de la cible | Oui                                                                                   |

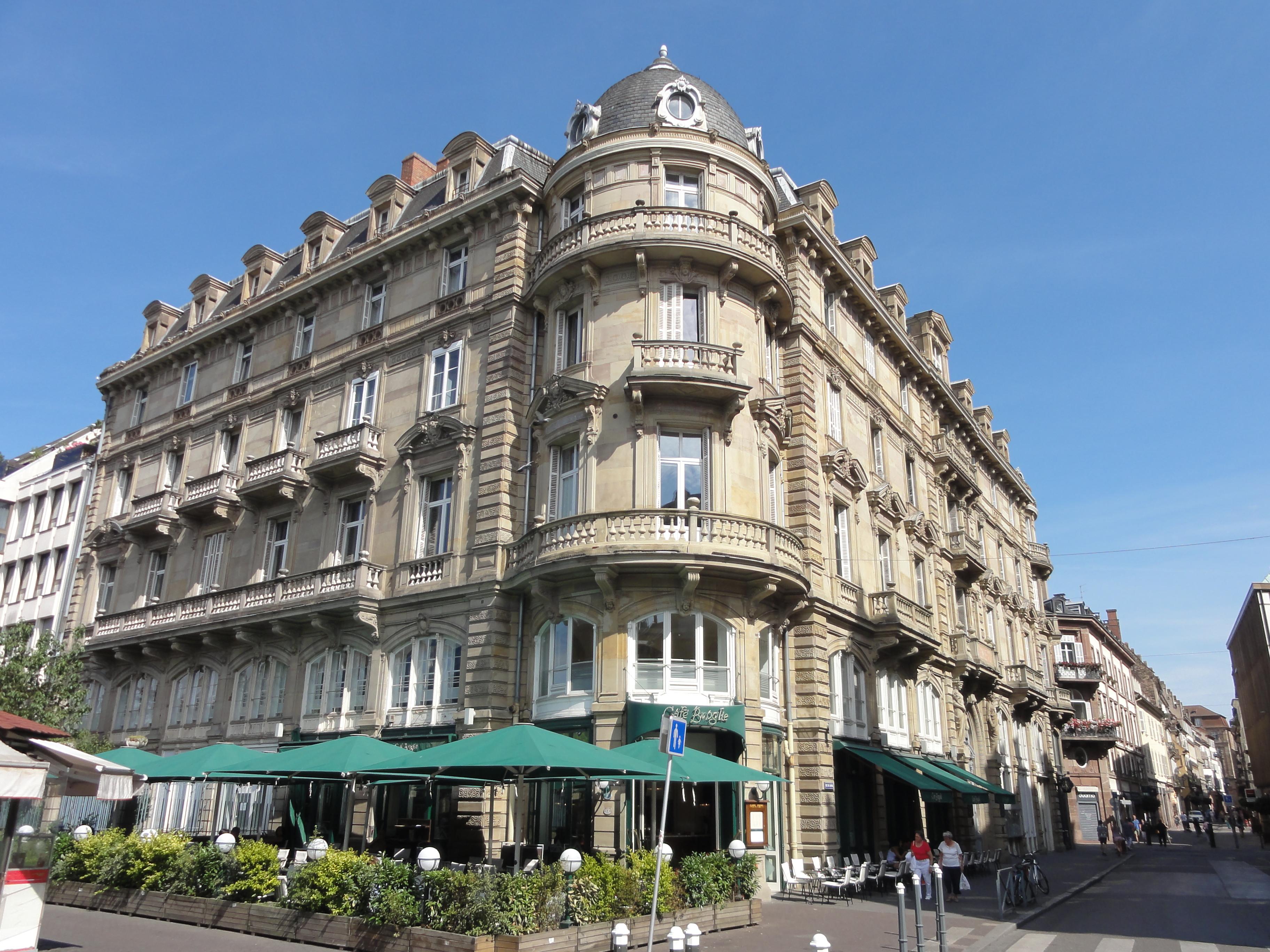
Immeuble du café Broglie en 2014.

Le 22 décembre 2016, lors d'un déplacement à Strasbourg, Manuel Valls est enfariné alors qu'il s'apprête à rentrer dans un café.

### 2017

#### 1ermars 2017: Emmanuel Macron
| Victime              | Emmanuel Macron, candidat à l'élection présidentielle de 2017 |
| Projectile           | Œuf                                                           |
| Date                 | 1er mars 2017                                                 |
| Lieu                 | Paris Expo Porte de Versailles, Paris, France                 |
| Événement            | 54e édition du Salon international de l'agriculture           |
| Atteinte de la cible | Oui                                                           |

Le 1er mars 2017, dans un bain de foule au Salon international de l'agriculture, le candidat à la présidentielle Emmanuel Macron reçoit un œuf qui éclate prodigieusement sur sa tête.

#### 6 avril 2017: François Fillon
| Victime              | François Fillon, ancien Premier ministre et candidat à l'élection présidentielle de 2017 |
| Projectile           | Farine                                                                                   |
| Date                 | 6 avril 2017                                                                             |
| Lieu                 | Strasbourg, France                                                                       |
| Événement            | Avant un meeting politique                                                               |
| Atteinte de la cible | Oui                                                                                      |

Le 6 avril 2017, avant qu'il ne monte sur scène pour entamer un meeting à Strasbourg, le candidat à la présidentielle François Fillon reçoit des jets de farine lancés par un jeune homme portant un tee-shirt « Les étudiants avec Fillon ». Au début de son discours, Fillon réagit à cet incident en ironisant : « J’espère au moins que la farine était française ! ».

#### 3 juin 2017: Jean-Luc Mélenchon
| Victime              | Jean-Luc Mélenchon, député européen et candidat pour les élections législatives |
| Projectile           | Œufs                                                                            |
| Date                 | 3 juin 2017                                                                     |
| Lieu                 | Cité Félix-Pyat, Marseille, France                                              |
| Événement            | Campagne pour les élections législatives                                        |
| Atteinte de la cible | Oui                                                                             |

Le 3 juin 2017, Jean-Luc Mélenchon, en plein campagne pour les élections législatives, fait la visite des quartiers populaires. Un groupe de huit jeunes, essentiellement masculins, le prennent à partie. Trois d'entre eux s'avancent, œufs à la main, et jettent les projectiles, l'un d'eux ayant réussi à atteindre Mélenchon à la tête,.

#### 4 mai 2017: Marine Le Pen
| Victime    | Marine Le Pen, présidente du Rassemblement national et candidate à l'élection présidentielle |
| Projectile | Œufs                                                                                         |
| Date       | 4 mai 2017                                                                                   |
| Lieu       | Dol-de-Bretagne, France                                                                      |
| Événement  | Campagne pour l'élection présidentielle (entre-deux-tours)                                   |

Le 4 mai 2017, Marine Le Pen, arrivée au second tour de l'élection présidentielle, effectue une visite de campagne à Dol-de-Bretagne. Elle y est accueillie par une dizaine de personnes qui la sifflent, l'insultent et lui jettent des œufs.

### 2018

#### 1erfévrier 2018: David Kimelfeld
| Victime              | David Kimelfeld, président de la métropole de Lyon                                         |
| Projectile           | Farine, objets en plastique                                                                |
| Date                 | 1er février 2018                                                                           |
| Lieu                 | Maison de l'Environnement, avenue Tony-Garnier, Lyon, France (48° 35′ 04″ N, 7° 44′ 58″ E) |
| Atteinte de la cible | Oui                                                                                        |

Le 1er février 2018, le président de la métropole de Lyon David Kimelfeld sort d'une conférence de presse à la maison de l'Environnement. À ce moment, deux militants lui jettent de la farine à l'entrée principale du bâtiment avant de prendre la fuite. Des alarmes, des détecteurs et des petites caméras en plastique sous forme de jouets ont également été jetés devant le président. Cet acte a été motivé par une protestation contre le budget voté pour surveiller des locaux vides. Kimelfeld a déposé une main courante,,.

#### 9 avril 2018: Buon Tan
| Victime    | Buon Tan, député français                      |
| Projectile | Sucre, papier toilette, jus de tomate          |
| Date       | 9 avril 2018                                   |
| Lieu       | Centre Pierre-Mendès-France, Paris, France     |
| Événement  | Blocage du campus universitaire de « Tolbiac » |

Le 9 avril 2018, le député Buon Tan se rend au centre Pierre-Mendès-France, dit « Tolbiac », bloqué par des étudiants, avec le souhait d'en recontrer certains. Face à un « refus de dialogue », il est agressé : du sucre, du papier toilette, du jus de tomate sont notamment jetés sur lui et sa tablette professionnelle est dérobée.

#### 19 avril 2018: Éric Coquerel
| Victime              | Éric Coquerel, député de la première circonscription de la Seine-Saint-Denis pour le groupe La France insoumise |
| Projectile           | Tarte à la mousse à raser                                                                                       |
| Date                 | 19 avril 2018                                                                                                   |
| Lieu                 | Devant une terrasse d'une brasserie, place Henri-Neveu, Colombes, France (48° 55′ 20″ N, 2° 15′ 18″ E)          |
| Agresseur            | Partisan du groupe Île-de-France de l'Action française                                                          |
| Atteinte de la cible | Oui |

Le 19 avril 2018, Éric Coquerel, du parti La France insoumise, se rend à une réunion publique à Colombes. Devant une terrasse d'une brasserie, un jeune homme l'approche en criant « Montjoie ! Saint Denis ! » (cri de guerre des armées des rois de France, fréquemment repris par les mouvements royalistes en France) et lui étale une tarte à la mousse à raser sur le visage,.
Le lendemain de l'attaque, dans une publication sur Facebook, le groupe francilien de l'Action française revendique l'attaque en dénonçant une « profanation de la basilique de Saint-Denis le mois dernier ». Cet incident fait donc référence à la mobilisation du 18 mars 2018, durant laquelle l'édifice religieux d'importance historique a été occupé par des personnes soutenant les migrants et des étrangers en situation irrégulière ; une action dénoncée par l'extrême droite. Interrogé par Le HuffPost lors d'un rassemblement du Front national devant le palais Bourbon, le 20 avril, l'entarteur justifie son acte en traitant Coquerel de « collabo de l'invasion » et déclare que ces personnalités politiques « on les traite comme de la merde ». Éric Coquerel a annoncé porter plainte. Le 20 avril, Jean-Luc Mélenchon adresse une lettre au président de l'Assemblée nationale, François de Rugy, pour un dépôt de plainte commun en partageant sa crainte de menaces et d'incidents ultérieurs. Le 15 mai 2019, les trois responsables de cette attaque sont finalement condamnés à un stage de citoyenneté et à 500 euros chacun par le tribunal correctionnel de Nanterre ; l'entarteur y a qualifié son acte de « potache »,.

#### 24 août 2018: Édouard Philippe
| Victime              | Édouard Philippe, Premier ministre |
| Projectile           | Deux œufs                          |
| Date                 | 24 août 2018                       |
| Lieu                 | Charleville-Mézières, France       |
| Événement            | Cabaret Vert                       |
| Atteinte de la cible | Oui (jambes uniquement)            |

Le 24 août 2018, le Premier ministre Édouard Philippe visite le festival du Cabaret Vert. Au stand L'Œuf, ce sont deux œufs qui sont jetés dans sa direction, mais n'atterrissent que sur la cuisse et la chaussure. L'agresseur, un professeur d'histoire-géographie et membre du groupe les Sliping Kangooroos précise : « Mais je ne le regrette pas ! Est-ce que je suis contrit ? Non. Mais contraint. C’est un geste malencontreux »,.

#### 6 octobre 2018: Johanna Rolland
| Victime              | Johanna Rolland, maire de Nantes |
| Projectile           | Farine en sac                    |
| Date                 | 6 octobre 2018, vers 11 h 30     |
| Lieu                 | Centre-ville, Nantes, France     |
| Événement            | Marché de la Petite-Hollande     |
| Agresseur            | Christophe Jouin                 |
| Atteinte de la cible | Oui                              |

Le 6 octobre 2018, la maire de Nantes Johanna Rolland, se prend un sac de farine, lors d'une rencontre avec les habitants sur le marché de la Petite-Hollande pour présenter le projet de réaménagement du quartier. Elle porte plainte contre X. L'action est revendiqué par l'« état-major des forces de la FARINE (Front Amidoné Revolutionnaire Intersectionnel NantaisEs-ExiléEs) »[réf. souhaitée]. Le 9 janvier 2019, l'enfarineur est condamné à un mois de prison avec sursis et à 150 euros d’amende par le tribunal correctionnel de Nantes.
Le 14 janvier 2020, le militant qui a enfariné la maire, Christophe Jouin, participe aux élections municipales de cette année à Nantes en rejoignant la liste « Nantes ensemble » conduite par Julie Laernoes. Ironiquement, lors de la fusion socialo-écolo, ce dernier rejoint alors la liste « Nantes en confiance » pour le second tour des élections et par conséquent figure dans l'équipe municipale de Johanna Rolland après victoire[réf. souhaitée].

#### 16 novembre 2018: Adrien Taquet
| Victime              | Adrien Taquet, député de la deuxième circonscription des Hauts-de-Seine |
| Projectile           | Farine, ketchup                                                         |
| Date                 | 16 novembre 2018                                                        |
| Lieu                 | Toulouse, France                                                        |
| Événement            | Réunion de présentation du rapport sur l'accessibilité                  |
| Atteinte de la cible | Oui                                                                     |

Le 16 novembre 2018, le député Adrien Taquet participe à Toulouse à une réunion pour présenter son rapport sur l'accessibilité. Deux militants de l'association Handi-Social qui lutte contre loi ELAN lui jettent de la farine et du ketchup. L'agression est condamnée par Sophie Cluzel, secrétaire d'État chargée des Personnes handicapées, et plusieurs parlementaires.

### 2019

#### 22 novembre 2019: Nicolas Dupont-Aignan et Benjamin Cauchy
| Victime    | Nicolas Dupont-Aignan, président de Debout la France et député français ; Benjamin Cauchy, candidat aux élections municipales de Vigneux-sur-Seine |
| Projectile | Œufs, farine |
| Date       | 22 novembre 2019 |
| Lieu       | Marché de Vigneux-sur-Seine |
| Événement  | Campagne pour les élections municipales |

Le 22 novembre 2019, Benjamin Cauchy, candidat aux élections municipales de Vigneux-sur-Seine et Nicolas Dupont-Aignan, venu le soutenir, font campagne sur le marché de cette ville. Les deux hommes ainsi que quelques colistiers essuient des jets d'œufs et de farine. Dans une vidéo diffusée sur son compte Twitter, Dupont-Aignan déclare « La racaille a pris le pouvoir ! ».

## Années 2020

### 2021

#### 29 mai 2021: Jean Rottner
| Jean Rottner | Twitter |
| @JeanROTTNER |         |

             Se faire enfariner à cette occasion par un autonomiste est une forme de reconnaissance.
Je suis très sensible à cet hommage à la pâtisserie alsacienne.
J’en garde un peu pour mon Kougelhopf et mes bretzels 🥨 du dimanche. Hopla !
         

        2021-05-29

| Victime              | Jean Rottner, président du conseil régional du Grand Est et candidat à l'élection régionale dans cette région                               |
| Projectile           | Farine |
| Date                 | 29 mai 2021, après-midi |
| Lieu                 | Devant l'IPN Eurocentre où se trouvent les locaux de l'association Eltern Alsace, Mittler-Weg, Colmar, France (48° 05′ 48″ N, 7° 21′ 12″ E) |
| Événement            | Rassemblement pour la défense des langues régionales                                                                                        |
| Atteinte de la cible | Oui |

Le 29 mai 2021, Jean Rottner, président du conseil régional du Grand Est et candidat à l'élection régionale dans cette région, participe à un rassemblement pour la défense des langues régionales, notamment pour l'« enseignement immersif », près des locaux de l'association Eltern Alsace,,. Durant cette manifestation, Rottner est hué par ses détracteurs et des cris de « félon » et de « traître » ont été rapportés, puis en la quittant il est enfariné,. Le perturbateur serait un manifestant du mouvement Unser Land ; après l'agression, des élus l'agrippent et lui déchirent en partie son polo. Rottner revient sur cette agression en ironisant dans un tweet publié sur son compte à 12 h 32, qu'il accompagne d'une photo de lui après l'incident, les vêtements encore en farine, tout en faisant hommage à la gastronomie alsacienne.
Rottner aurait été la cible de nombreuses critiques les mois précédents, notamment sur l'abandon de sa défense du maintien de l'Alsace en tant que région distincte. Le président de la fédération « Alsace bilingue », Pierre Klein, s'exprime au nom de l'organisation : il déclare qu'il a « regretté la façon dont Jean Rottner a été traité », rappelant qu’« en démocratie c’est par le dialogue que l’on doit agir pour faire valoir ses idées ».
Selon un communiqué de Laurent Jacobelli, tête de liste du Rassemblement national dans le Grand Est, Christian Zimmermann, chef de file de ce même parti en Alsace, aurait été agressé et frappé par le député Jacques Cattin lors de ce même événement.

#### 11 juin 2021: François de Rugy
| François de Rugy | Twitter |
| @FdeRugy         |         |

             Merci aux policiers qui ont interpellé « l’enfarineuse » qui s’en est prise à moi, alors que j’étais dans le centre-ville de #Nantes, en terrasse, avec des militants après une action de campagne.
Je dépose plainte.
Le débat, toujours.
Les agressions physiques, jamais.
         

        2021-06-11

| Victime              | François de Rugy, député français et candidat à l'élection régionale dans les Pays de la Loire |
| Projectile           | Farine                                                                                         |
| Date                 | 11 juin 2021, vers 20 h                                                                        |
| Lieu                 | Place du Bouffay, Nantes, France                                                               |
| Atteinte de la cible | Oui                                                                                            |

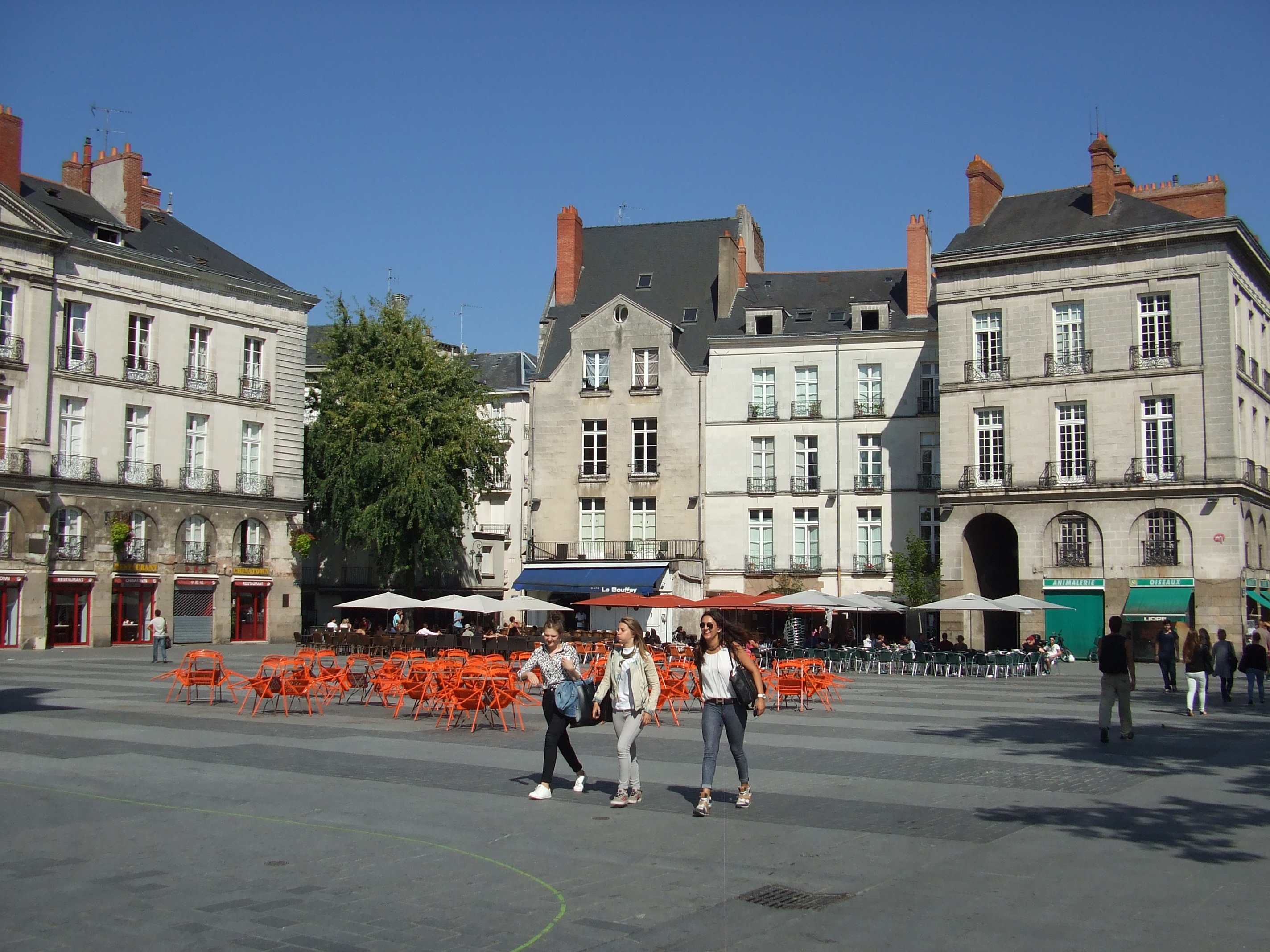
Place du Bouffray en 2014.

Le 11 juin 2021, François de Rugy profite d'une terrasse de café dans le centre-ville de Nantes, après une action de campagne et de tractage. Comme il le raconte ultérieurement à Ouest-France, il est en train « de prendre l’apéro avec des militants et certains colistiers », tout en détaillant « je me suis levé quand un député de l’Oise est arrivé. C’est à ce moment-là qu’une femme a surgi en me jetant au visage un paquet de farine », en criant « Rends le homard ! », en référence à la controverse sur l’utilisation de fonds publics quand il était président de l'Assemblée nationale. Il s'agirait d'une femme, âgée de 24 ans, militante de la gauche radicale et déjà interpellée lors d'une manifestation. Des agents de la police, à proximité, l'interpellent immédiatement. De Rugy informe de cette agression dans un tweet publié sur son compte à 20 h 50, dans lequel il annonce également porter plainte,,.

#### 12 juin 2021: Jean-Luc Mélenchon
| Victime              | Jean-Luc Mélenchon, député                                                                    |
| Projectile           | Farine                                                                                        |
| Date                 | 12 juin 2021, peu après 14 h                                                                  |
| Lieu                 | Devant le lycée Jules-Ferry, boulevard de Clichy, Paris, France (48° 53′ 03″ N, 2° 19′ 46″ E) |
| Événement            | Marche des libertés contre les idées d'extrême droite                                         |
| Atteinte de la cible | Oui                                                                                           |

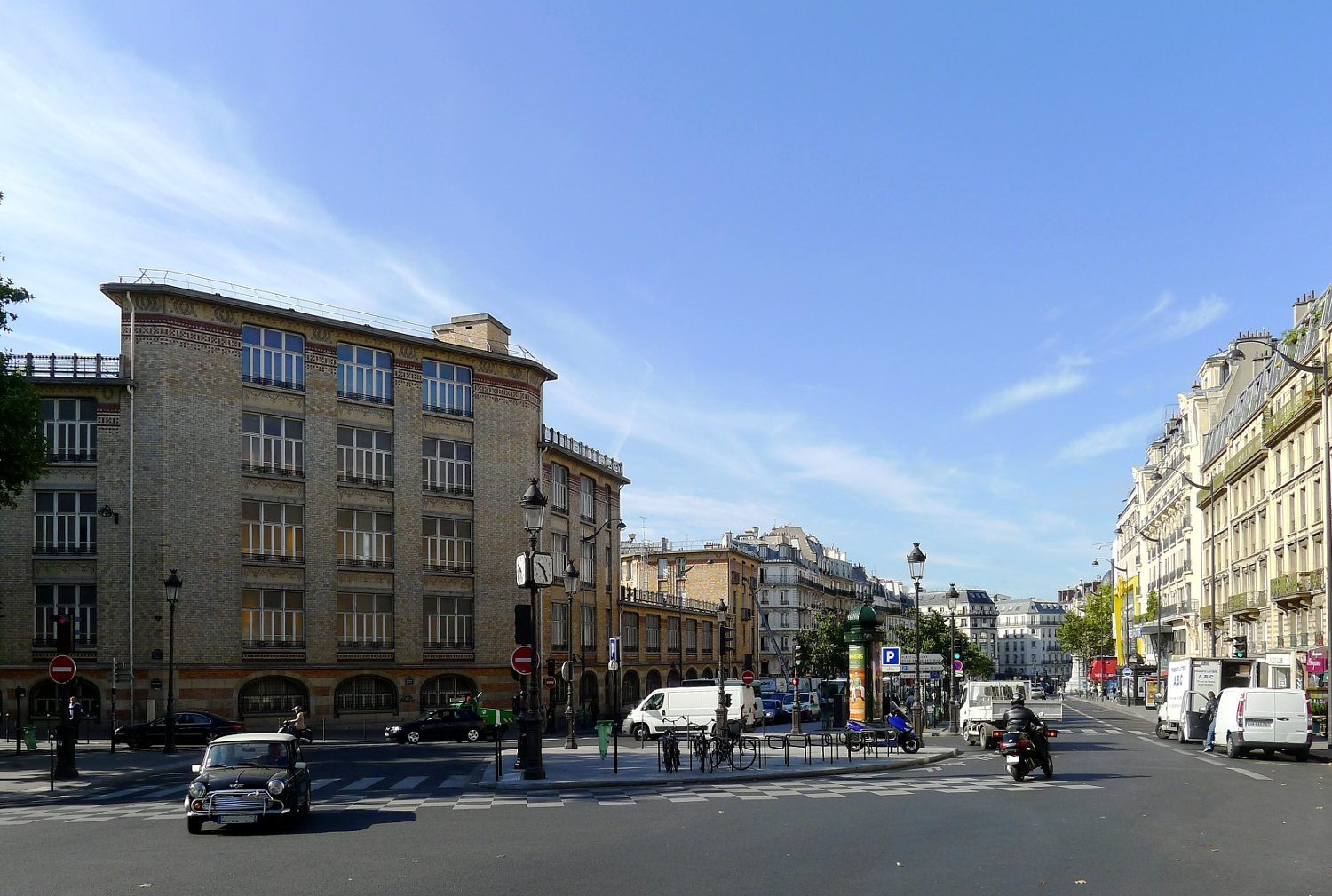
Boulevard de Clichy, vers le lieu de la scène.

Le 12 juin 2021, dans le cortège de la « marche des libertés contre les idées d'extrême droite » à Paris, Jean-Luc Mélenchon est enfariné. Il s'exprime juste après l'incident : « Le blanc, ça me va. Je n'ai pris que de la farine, je suis vivant, tout va bien ». Il dénonce aussi un acte « lâche », qui « aurait pu être pire ». Un homme, identifié comme l'agresseur, serait âgé de 25 à 30 ans ; il affirme à BFM TV ne pas avoir visé spécifiquement le député,,.

#### 27 septembre 2021: Emmanuel Macron
| Victime              | Emmanuel Macron, président de la République |
| Projectile           | Œuf (probablement)                          |
| Date                 | 27 septembre 2021, fin de matinée           |
| Lieu                 | Eurexpo, Lyon, France                       |
| Événement            | 20e édition du Sirha                        |
| Atteinte de la cible | Oui mais n'éclate pas                       |

Le 27 septembre 2021, Emmanuel Macron est en déplacement pour la 20e édition du Sirha, salon international de la restauration, de l'hôtellerie et de l'alimentation. Dans le bain de foule, un jeune homme lui lance un objet — s'apparentant à un œuf mais dont la nature n'est pas strictement déterminée — qui rebondit sur l'épaule du président mais sans éclater. L'auteur du geste aurait crié « Vive la révolution ! ». Il est immédiatement maîtrisé et menotté par le service d'ordre. Le cortège présidentiel, quant à lui, reprend sa route.
Notamment selon les reporteurs de LyonMag présents sur place, le président a demandé à ses collaborateurs un entretien avec son agresseur afin d'en comprendre les motivations. Il réagit en outre : « S'il a un truc à me dire, qu'il vienne ». Cet incident pourrait rappeler la claque reçue par Macron à Tain-l'Hermitage le 8 juin de la même année, ou bien encore le jet d'un œuf qui parvient à éclater sur sa tête lors du Salon de l'agriculture en 2017,,.

### 2022

#### 9 janvier 2022: Stéphane Claireaux
| Victime              | Stéphane Claireaux, député français de Saint-Pierre-et-Miquelon                                     |
| Projectile           | Goémon, divers                                                                                      |
| Date                 | 9 janvier 2022                                                                                      |
| Lieu                 | Rue Amiral-Muselier, Saint-Pierre (Saint-Pierre-et-Miquelon), France (46° 46′ 44″ N, 56° 10′ 31″ O) |
| Événement            | Manifestation contre le passe vaccinal                                                              |
| Agresseur            | Plusieurs manifestants                                                                              |
| Atteinte de la cible | Oui                                                                                                 |

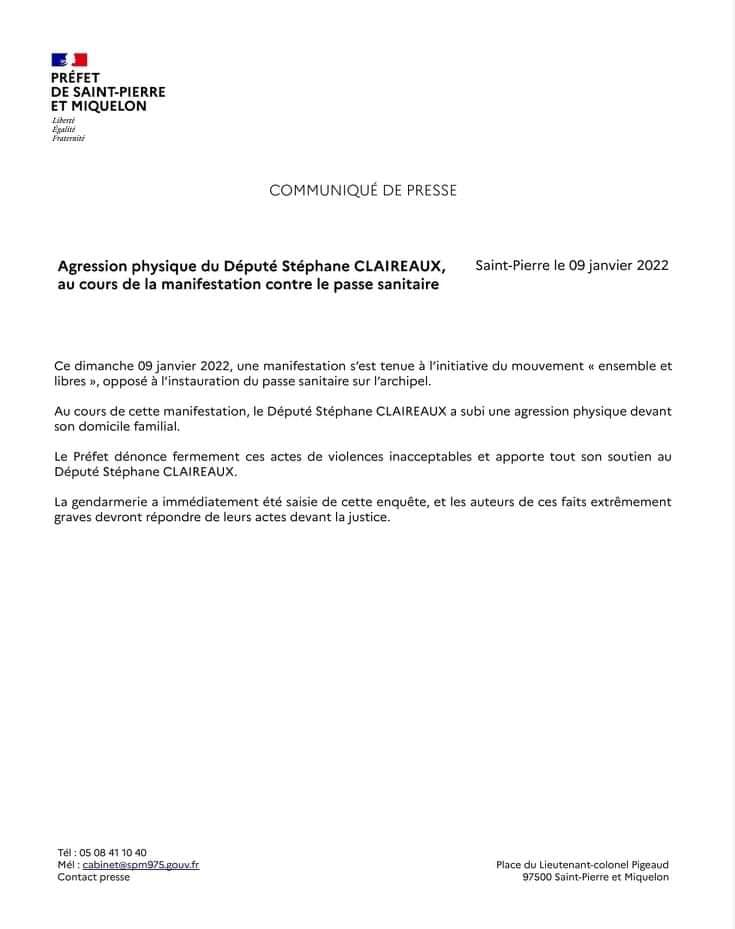
Communiqué de presse du préfet de Saint-Pierre-et-Miquelon sur l’Agression physique du député Stéphane Claireaux, au cours de la manifestation contre le passe sanitaire.

Le 9 janvier 2022, une manifestation contre le nouveau passe vaccinal réunit plus de 500 personnes dans les rues de Saint-Pierre. Plusieurs dizaines d'entre elles se rendent au domicile du député Stéphane Claireaux, qui sort de sa maison pour dialoguer. Des manifestants se mettent à jeter sur lui de multiples projectiles, en particulier du goémon (des algues marines), soutenus par les rires de la foule. Annick Girardin, dont Claireaux a été le suppléant lors des élections législatives de 2017, partage une vidéo de ces actes sur Twitter en qualifiant les images de « profondément choquantes » et en expliquant qu'elle a « d’ores et déjà pris contact avec le préfet afin que l'ordre républicain soit maintenu et que la protection des élus du territoire soit mieux assurée ». La vidéo recueille par la suite de nombreuses réactions indignées d'élus locaux et nationaux. La gendarmerie saisie, une enquête est ouverte peu de temps après les faits,.

#### 12 mars 2022: Éric Zemmour
| Victime              | Éric Zemmour, candidat à l'élection présidentielle de 2022                          |
| Projectile           | Œuf                                                                                 |
| Date                 | 12 mars 2022                                                                        |
| Lieu                 | Place Roger-Delthil, Moissac, Tarn-et-Garonne, France (44° 06′ 17″ N, 1° 05′ 05″ E) |
| Atteinte de la cible | Oui                                                                                 |

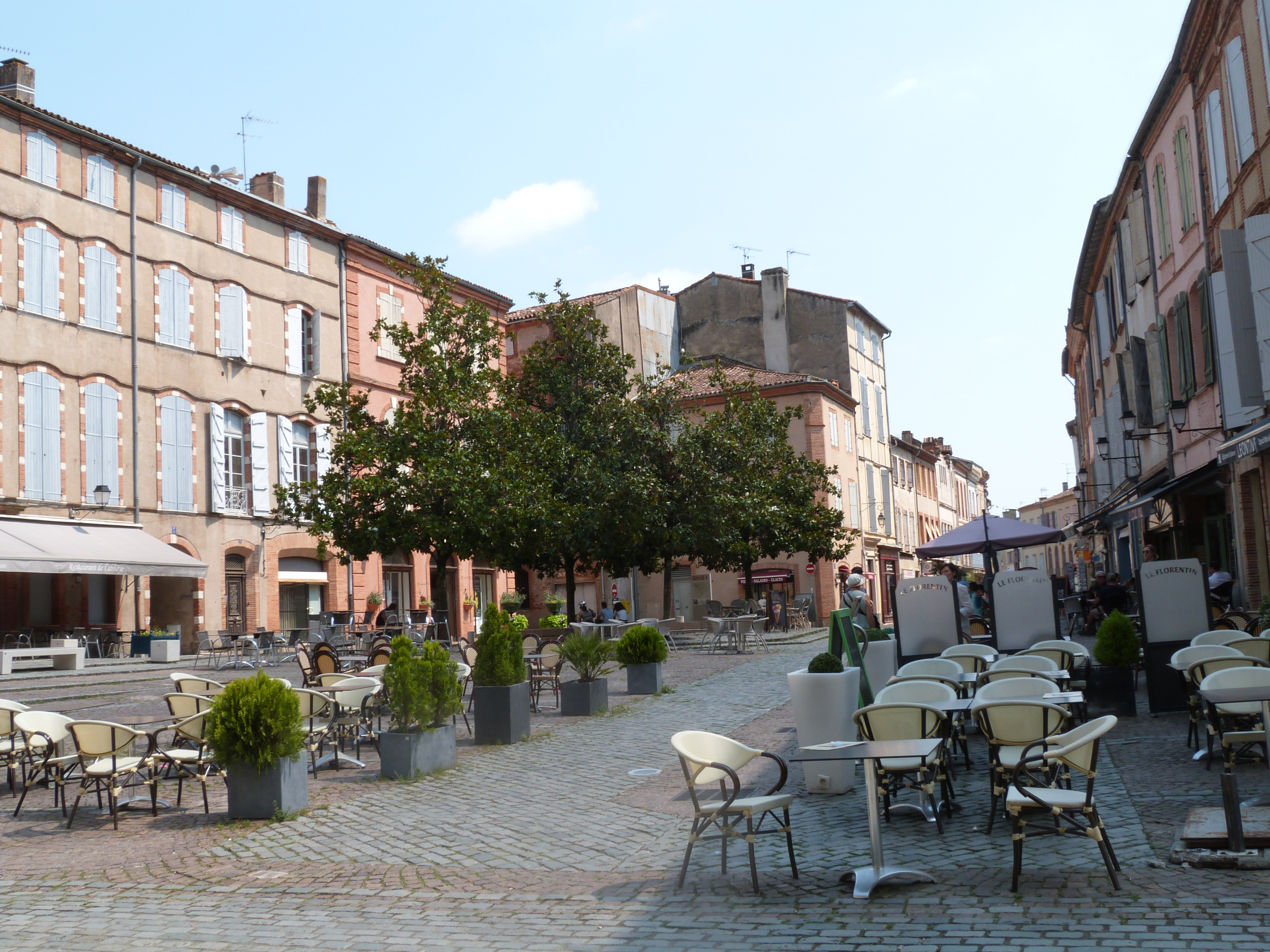
Place Roger-Delthil en juin 2017. L'hôtel de ville est le bâtiment rosâtre, à gauche derrière l'arbre.

Le 12 mars 2022, Éric Zemmour, alors en campagne pour la présidentielle, est en déplacement à Moissac (Tarn-et-Garonne), ville dont le maire apporte son soutien au candidat. À peine sorti de sa voiture, un homme âgé se précipite et lui éclate un œuf sur la tête par-dessus la portière. L'agresseur est immédiatement maîtrisé par les officiers de sécurité du candidat, puis emmené par les gendarmes. Peu après, Zemmour réagit ainsi devant les journalistes : « On voit de quel côté est la violence, on voit de quel côté n'est pas la violence, c'est tout. Il y a des gens qui ne supportent pas le débat démocratique et qui, comme ils ne peuvent pas convaincre les Français, ils emploient des moyens violents, c'est pas mon cas. »,.
Dans un communiqué, Anne Gaullier, la vice-procureure de la République de Montauban décrit le portrait de l'auteur des faits et ses motivations :

« Âgé de 70 ans et père d’un enfant atteint d’autisme, cet agriculteur à la retraite sans antécédent judiciaire, a motivé son geste par son profond désaccord avec les prises de position de Monsieur Zemmour au sujet des enfants en situation de handicap. »

— Anne Gaullier
Cet acte ferait donc suite aux déclarations du candidat tenues en janvier 2022 à propos de la manière de scolariser les enfants handicapés et de « l'obsession de l’inclusion ». Comme l'indique son entourage, Éric Zemmour décide de ne pas porter plainte. L'homme, placé en garde à vue après son agression, est convoqué dès le 14 mars au tribunal judiciaire de Montauban, devant un délégué du procureur : il doit ainsi suivre un stage de citoyenneté.

#### 16 mars 2022: Valérie Pécresse
| Victime              | Valérie Pécresse, présidente du conseil régional d'Île-de-France et candidate à l'élection présidentielle de 2022      |
| Projectile           | Poudre de craie rose                                                                                                   |
| Date                 | 16 mars 2022, vers 11 h                                                                                                |
| Événement            | Débat entre candidats à la présidentielle et chefs d’entreprise à la Confédération des petites et moyennes entreprises |
| Agresseur            | Deux militants d'Akira                                                                                                 |
| Atteinte de la cible | Oui |

Le 16 mars 2022, Valérie Pécresse prononce un discours dans le cadre d'un débat avec les chefs d’entreprise à la Confédération des petites et moyennes entreprises. Après avoir quitté la tribune, deux jeunes militants (un homme et une femme) du mouvement révolutionnaire Akira, renverse un sac de poudre de craie rose sur la candidate à la présidentielle. Deux versions parviennent aux médias : les agents de sécurité expliquent que les deux individus auraient refusé un échange ; l'équipe de Pécresse prétend qu'une discussion a tout de même eu lieu. Les deux agresseurs ont été interpellés, Pécresse décide cependant de ne pas porter plainte,.

#### 25 mars 2022: Éric Zemmour
| Victime    | Éric Zemmour, candidat à l'élection présidentielle de 2022                     |
| Projectile | Objets non identifiés                                                          |
| Date       | 25 mars 2022, 10 h 57 et 11 h 17                                               |
| Lieu       | Square de la Porte-de-la-Villette, Paris, France (48° 54′ 00″ N, 2° 23′ 22″ E) |

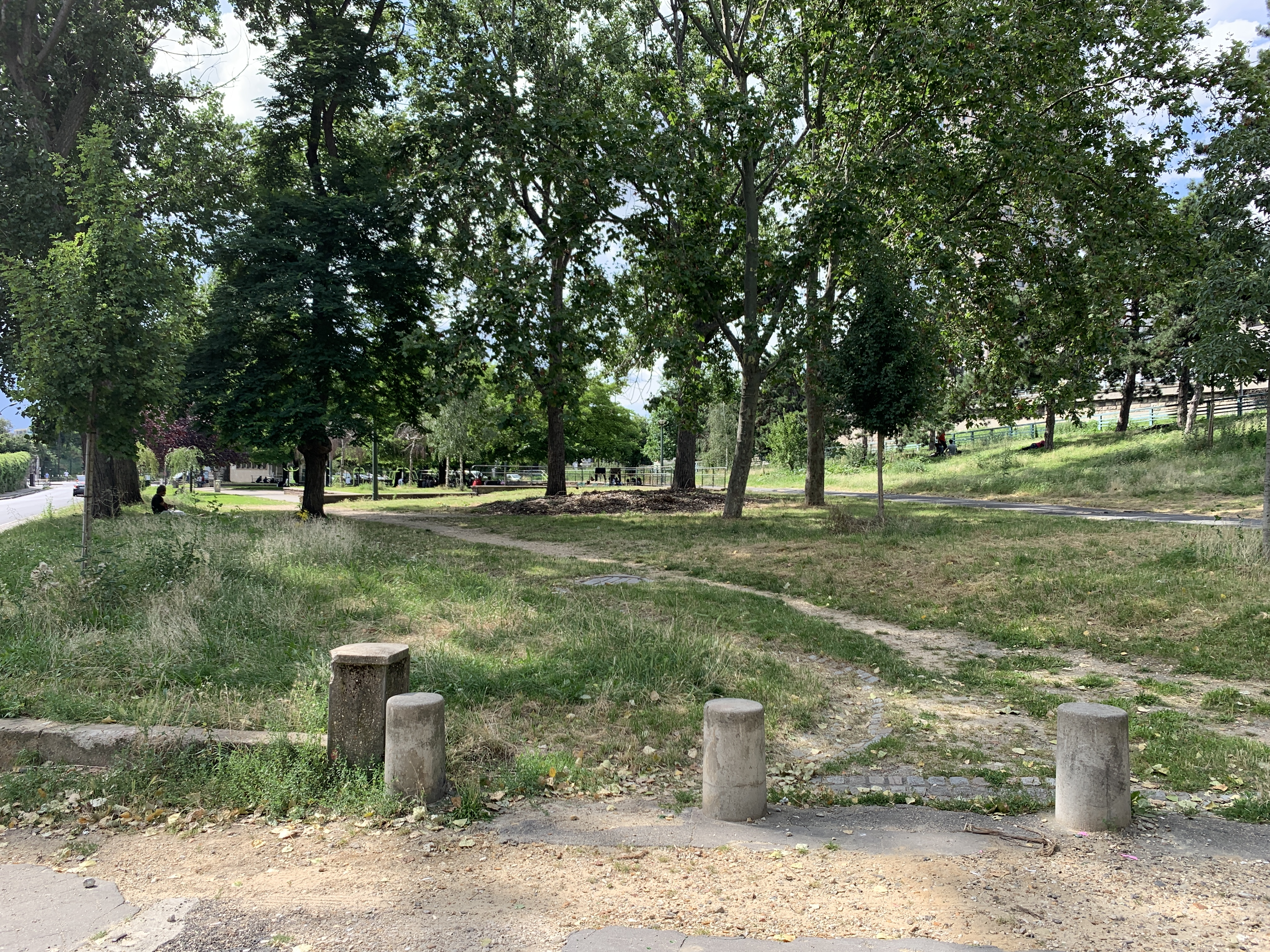
Place de la Porte-de-la-Villette en juillet 2021, en l'absence de campements.

Le 25 mars 2022, Éric Zemmour fait un déplacement à la porte de la Villette, au nord de Paris, pour visiter la « nouvelle colline du crack » dans le cadre d'une émission Morandini live sur CNews animée par Jean-Marc Morandini. Peu avant 11 h, il reçoit un premier projectile, une bouteille selon Morandini. Encerclé et protégé par son service d'ordre, Zemmour y perd ses lunettes. En reprenant le cours de l'émission, Zemmour réagit : « Voilà, vous voyez, voilà, c’est tout. C’est ça Paris aujourd’hui, c’est ça la France aujourd’hui. ». La foule formée autour des caméras atteint par la suite la structure baptisée « mur de la honte ». Sur le chemin du retour, Zemmour est de nouveau attaqué par un projectile (possiblement un œuf), ce qui conduit à son exfiltration précipitée de la « colline »,.

#### 27 avril 2022: Emmanuel Macron
| Victime              | Emmanuel Macron, président de la République                         |
| Projectile           | Tomates cerises                                                     |
| Date                 | 27 avril 2022                                                       |
| Lieu                 | Allée des Petits-Pains, Cergy, France (49° 02′ 52″ N, 2° 01′ 59″ E) |
| Atteinte de la cible | Non                                                                 |

Le 27 avril 2022, Emmanuel Macron effectue la visite du marché Axe-Majeur-Horloge à Cergy,. Premier déplacement depuis sa réélection, celui-ci est officiellement annoncé le matin même par l'Élysée. Déambulant dans les allées bondées, Macron devient la cible d'un jet de tomates cerises sans toutefois être touché. Son service de sécurité le protège brièvement avec un parapluie noir et le déplacement reprend ensuite rapidement.

#### 26 mai 2022: Jean-Charles Larsonneur
| Victime    | Jean-Charles Larsonneur, député du deuxième circonscription du Finistère |
| Projectile | Œufs                                                                     |
| Date       | 26 mai 2022                                                              |
| Lieu       | Brest, France                                                            |
| Évènement  | Campagne pour les élections législatives de 2022                         |

Le 26 mai 2022, le député sortant Jean-Charles Larsonneur subit une attaque à l'œuf à la sortie de son local de campagne. Il dépose une main courante au commissariat.

#### 3 juin 2022: Marine Le Pen
| Victime              | Marine Le Pen, présidente du groupe Rassemblement national à l'Assemblée nationale et députée française |
| Projectile           | Œuf |
| Date                 | 3 juin 2022                                                                                             |
| Lieu                 | Saint-Amand-les-Eaux, France                                                                            |
| Événement            | Campagne pour les élections législatives                                                                |
| Atteinte de la cible | Non |

Le 3 juin 2022, Marine Le Pen est en déplacement à Saint-Amand-les-Eaux pour apporter son soutien au candidat de son parti dans la onzième circonscription du Nord eu vue des élections législatives. Elle y est visée par un œuf qui ne l'atteint pas et s'écrase sur la main de son garde du corps ; elle poursuit son déplacement. Sébastien Chenu indique à l'Agence France-Presse : « Un marginal positionné en face de notre permanence a jeté un œuf en direction de Marine Le Pen qui a été protégée et donc n'a rien reçu ». Le candidat, quant à lui, annonce alors porter plainte.

### 2023

#### 4 juin 2023: Jean-Michel Blanquer
| Victime              | Jean-Michel Blanquer, ancien ministre de l'Éducation nationale et candidats aux législatives de 2022. |
| Projectile           | Crème chantilly                                                                                       |
| Date                 | 4 juin 2023                                                                                           |
| Lieu                 | Marché de Montargis, France                                                                           |
| Événement            | Campagne pour les élections législatives de 2022.                                                     |
| Agresseurs           | Deux professeurs.                                                                                     |
| Atteinte de la cible | Oui                                                                                                   |

#### 7 juin 2023: Eric Zemmour
| Victime              | Éric Zemmour, président du parti politique Reconquête    |
| Projectile           | algues                                                   |
| Date                 | 7 juin 2023                                              |
| Lieu                 | Conleau, Vannes, France                                  |
| Événement            | Promotion de son ouvrage Je n'ai pas dit mon dernier mot |
| Atteinte de la cible | Non                                                      |

Le 7 juin 2023, Éric Zemmour, alors en déplacement dans le Morbihan dans le cadre de la promotion de son nouveau livre Je n'ai pas dit mon dernier mot, est victime d'un jet d'algues par un cycliste alors qu'il est en route pour un déjeuner avec des membres de son parti Reconquête dans un restaurant du quartier Conleau de Vannes. Le cycliste rate sa cible et arrêté par la police peu après.

#### 21 juin 2023: Jean-Luc Moudenc et quatre élus
| Jean-Luc Moudenc | Twitter |
| @jlmoudenc       |         |

             Une meute organisée de l’ultra-gauche formant cortège avec les Soulèvements de la Terre m’a violemment pris à partie ainsi que des collègues élus, alors que nous souhaitions, saluer les Toulousains à l’occasion de la fête de la musique. Je ne peux que condamner encore une fois la violence, les insultes, les jets de projectile et l’affrontement physique de ces groupuscules.
         

        2023-06-21

| Gérald Darmanin | Twitter |
| @GDarmanin      |         |

             Soutien au maire de Toulouse @jlmoudenc, qui avec d’autres élus a fait l’objet d’une agression inacceptable ce soir par des individus de l’ultra gauche qui participaient manifestement à un rassemblement de soutien aux « soulèvements de la terre ». La violence ne peut être acceptée en République.
         

        2023-06-21

| Victimes             | Jean-Luc Moudenc, maire de Toulouse et président de Toulouse Métropole, et quatre élus dont Jonnhy Dunal et Nina Ochoa |
| Projectile           | Bouteilles en verre |
| Date                 | 21 juin 2023, début de soirée                                                                                          |
| Lieu                 | Quartier Dupuy, Toulouse, France                                                                                       |
| Atteinte de la cible | Oui |

Le 21 juin 2023, le maire de Toulouse, Jean-Luc Moudenc, et quatre élus de son équipe, alors qu'ils participent à la Fête de la musique, sont pris à partie par des manifestants « gantés et cagoulés » comme le décrit le premier édile. Ce dernier reçoit des morceaux de verre, mais n'aurait été blessé, en revanche deux autres élus subissent sont atteints physiquement. Les agresseurs auraient participé à une manifestation en soutien au collectif Les Soulèvements de la Terre dont la dissolution a été annoncée dans la journée,.

#### 4 février 2023: Jean-Luc Warsmann
| Victime              | Jean-Luc Warsmann, député de la troisième circonscription des Ardennes |
| Projectile           | Farine                                                                 |
| Date                 | 4 février 2023, vers 12 h                                              |
| Lieu                 | Sedan, France                                                          |
| Agresseur            | Emmanuel Jacquemin                                                     |
| Atteinte de la cible | Oui                                                                    |

Le 4 février 2023, le député Jean-Luc Warsmann participe à une manifestation à Sedan pour le maintien de la maternité dans cette ville. Un individu surgit dans la tête du cortège et enfarine Warsmann. Il est rapidement maîtrisé par les forces de l'ordre et repart menotté. L'agresseur, Emmanuel Jacquemin, est jugé sept mois plus tard où sont requis huit mois de prison avec sursis contre lui ; le tribunal de Charleville-Mézières le condamne finalement à un stage de citoyenneté, une décision que le maire de cette ville, Boris Ravignon, trouve laxiste.

#### 6 avril 2023: Martine Froger
| Victime    | Martine Froger, députée française                                  |
| Projectile | Eau                                                                |
| Date       | 6 avril 2023                                                       |
| Lieu       | Foix, France                                                       |
| Événement  | Mouvement social contre la réforme des retraites en France de 2023 |

Le 6 avril 2023, la députée Martine Froger se retrouve devant une quarantaine de manifestants contre la réforme des retraites à Foix. Certaines insultent comme « Facho ! » ou « Collabo ! » s'accompagnent de jets d'eau,.

#### 12 novembre 2023: Stéphane Ravier
| Victime              | Stéphane Ravier, sénateur et conseiller municipal de Marseille |
| Projectile           | Mélange de farine de sarrasin et de cendres                    |
| Date                 | 12 novembre 2023, vers 14 h 30                                 |
| Lieu                 | Marseille, France                                              |
| Atteinte de la cible | Oui                                                            |

Le 12 novembre 2023, Stéphane Ravier, élu issu du parti Reconquête (classé à l'extrême droite), participe une marche contre l'antisémitisme lorsqu'il est enfariné (et cendré) au sein de la foule,,. Le militant resposable de cet acte essuie une nuit de garde à vue et écope de 105 heures de travaux d'intérêt général.

### 2024

#### 25 janvier 2024: Jean-René Cazeneuve
| Victime              | Jean-René Cazeneuve, député français de la 1re circonscription du Gers et rapporteur général du budget de l'Assemblée nationale |
| Projectile           | Farine |
| Date                 | 25 janvier 2024 |
| Lieu                 | L'Isle-Jourdain (Gers), France                                                                                                  |
| Événement            | Visite d'un point de blocage durant le mouvement des agriculteurs de 2024 en France                                             |
| Atteinte de la cible | Oui |

Le 25 janvier 2024, le député Renaissance Jean-René Cazeneuve se rend sur un point de blocage tenu par les agriculteurs depuis une semaine dans le contexte d'un mouvement national. Alors qu'une conférence de presse auprès de la Fédération départementale des syndicats d'exploitants agricoles (FDSEA) et des Jeunes agriculteurs se passe sans incident, l'intervention du député est huée avant qu'un jet de farine ne vienne perturber son entrevue avec des journalistes locaux.

#### 29 février 2024: Marion Maréchal
| Victime              | Marion Maréchal, vice-présidente exécutive de Reconquête et candidate aux élections européennes de 2024 |
| Projectile           | Bière                                                                                                   |
| Date                 | 29 février 2024                                                                                         |
| Lieu                 | Porte de Versailles, Paris, France                                                                      |
| Événement            | Visite du Salon international de l'agriculture, campagne pour les élections européennes de 2024         |
| Atteinte de la cible | Oui |

Le 29 février 2024, Marion Maréchal est aspergée de bière alors qu'elle termine sa visite de l'édition 2024 du Salon international de l'agriculture,. Un suspect est par la suite interpellé par les forces de l'ordre de Montrouge, présenté à un officier de police judiciaire le soir même dans un commissariat du 15e arrondissement de Paris. L'entourage de Marion Maréchal affirme qu'il s'agit d'un « homme manifestement ivre qui a voulu se rendre intéressant ».

#### 29 février 2024: Christophe Béchu et Marc Fesneau
| Victimes             | Christophe Béchu, ministre de la Transition écologique et de la Cohésion des territoires ; Marc Fesneau, ministre de l'Agriculture et de la Souveraineté alimentaire |
| Projectile           | Œufs |
| Date                 | 1er mars 2024, après-midi |
| Lieu                 | Porte de Versailles, Paris, France |
| Événement            | Visite du Salon international de l'agriculture |
| Atteinte de la cible | Non, apparemment |

Le 1er mars 2024, les ministres Christophe Béchu et Marc Fesneau se rendent à l'édition 2024 du Salon international de l'agriculture. Alors qu'ils sont au stand de l'Agence de l'environnement et de la maîtrise de l'énergie (Ademe), ils sont la cible de jets d'œufs, ce que prouvent les coquilles jonchant le sol, diffusées sur les médias sociaux. Dans le contexte du mouvement des agriculteurs qui traverse le pays, des manifestants s'y tiennent avec des panneaux « Revenez sur terre », certains se revendiquant membres de la branche seine-et-marnaise de la Fédération nationale des syndicats d'exploitants agricoles scandent « Fesneau démission ». Les deux membres du gouvernement se voient alors contraints de quitter le stand, des forces de l'ordre en civil les escortant,.

#### 1ermai 2024: Raphaël Glucksmann
| Victime              | Raphaël Glucksmann, député européen et coprésident de Place publique         |
| Projectile           | Peinture, canettes, œufs                                                     |
| Date                 | 1er mai 2024, vers 10 h                                                      |
| Lieu                 | Rue de la Tour-de-Varan, Saint-Étienne, France (45° 25′ 58″ N, 4° 23′ 19″ E) |
| Événement            | Manifestation du 1er-Mai                                                     |
| Atteinte de la cible | Oui                                                                          |

Le 1er mai 2024, se rendant à la manifestation pour la fête du Travail, Raphaël Glucksmann est empêché de rejoindre le cortège par une cinquantaine de personnes qui scandent des slogans propalestiniens. Son entourage et lui sont la cible de plusieurs projectiles, en particulier de la peinture (rose, puis verte), des canettes et des œufs. Interrogé peu après l'incident, il n'indique pas un groupe en particulier, mais mentionne la présence de symboles de La France insoumise parmi les personnes impliquées, ce qui ne tarde pas de créer une polémique sur l'implication de ce parti et ses partisans,,.

#### 4 mai 2024: Éric Zemmour
| Victime              | Éric Zemmour, président du parti Reconquête                            |
| Projectile           | Œuf                                                                    |
| Date                 | 4 mai 2024, vers 11 h                                                  |
| Lieu                 | Boulevard du Roi-Jérôme, Ajaccio, France (45° 25′ 58″ N, 4° 23′ 19″ E) |
| Événement            | Marché d'Ajaccio                                                       |
| Atteinte de la cible | Oui                                                                    |

Le 4 mai 2024, Éric Zemmour se rend à pied au marché d'Ajaccio, lorsqu'aux abords de l'hôtel de ville, « un groupe d'une dizaine de personnes a proféré des propos injurieux à son encontre ». Des personnes le traite de fasciste et lui crient « Pars d'ici ! ». Dans un bref incident, il est ciblé par de l'eau et des œufs, l'un lancé par une militante parvenant à l'atteindre. Zemmour se retourne alors contre elle et semble lui porter un coup de poing en retour. Son entourage affirme que c'est « un pur reflexe d'autodéfense... il n'a pas voulu frapper cette femme ». Parmi les personnes présentes, on retrouve Isabelle Amalric-Choury, nièce de la résistante Danielle Casanova, et Marc-Antoine Leroy, militant du Parti communiste français. Dans la soirée, le procureur de la République à Ajaccio, Nicolas Septe, ouvre une enquête contre X « du chef de violence en réunion et, ou avec arme par destination »,,.

### 2025

#### 29 mars 2025: Sandrine Rousseau
| Victime              | Sandrine Rousseau, députée de la neuvième circonscription de Paris                                    |
| Projectile           | Œufs                                                                                                  |
| Date                 | 4 mai 2024, vers 11 h                                                                                 |
| Lieu                 | Boulevard Jean-Jaurés, devant le palais de justice, Carcassonne, France (43° 12′ 52″ N, 2° 21′ 18″ E) |
| Événement            | Procès de Marius Lafitte                                                                              |
| Atteinte de la cible | Non                                                                                                   |

Le 28 mars 2025, Sandrine Rousseau se rend à Carcassonne dans le cadre du procès d’un viticulteur poursuivi pour outrage à son encontre, à la suite de propos injurieux tenus lors d’une manifestation agricole en janvier 2024. À l’issue de l’audience, alors qu’elle s’adresse à la presse devant le tribunal judiciaire, un projectile est lancé en sa direction, frôlant sa tête. Surprise, l’élue interrompt son intervention et lève le bras dans un réflexe de protection. Une militante écologiste présente à ses côtés alerte les personnes autour d’elle en déclarant : « Attention, ils lancent des œufs ! ». Face à cette hostilité manifeste, la députée écologiste (EELV-NFP) est contrainte de mettre un terme prématuré à l’échange avec les journalistes. Cet incident intervient dans un contexte de fortes tensions entre les soutiens de l’élue et certains représentants du monde agricole, présents en marge de l’audience,,.